# Улица Ленина (Севастополь)
Улица Ленина — улица в Ленинском районе Севастополя, между площадями Нахимова и Ушакова. Находится на восточной стороне Центрального городского холма и простирается вдоль западного берега Южной бухты с севера на юг.

## История

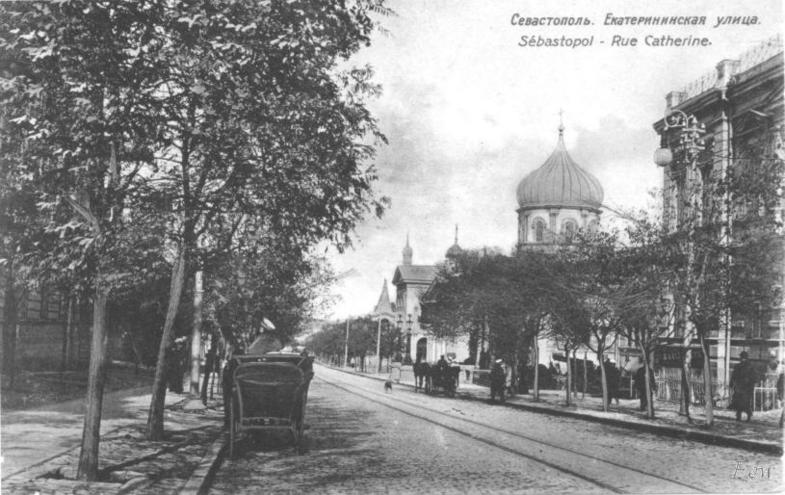
Улица Екатерининская в начале XX века

Улица Ленина является старейшей улицей Севастополя. Она возникла в XVIII веке и первоначально называлась Адмиралтейской, пока в 1787 году её не переименовали в Екатерининскую.
В 30-е годы XIX века на Екатерининской улице находились частные дома, в том числе дома главы города Ивана Носова и военного генерал-губернатора Столыпина, купеческие дома, женское училище, казармы флотских экипажей, за которыми размещалось училище флотских юнг.
К 1840 году были застроены обе стороны улицы. Здания этого периода, построенные в стиле ампира и классицизма, имели небольшие размеры. С правой стороны стояли дома высшего командного состава Черноморского флота, где жили командиры кораблей и офицеры.
После окончания Крымской войны, город начали восстанавливать и приводить в порядок только в 70-х годах XIX века. Одним из первых был отстроен дом генерала Эдуарда Тотлебена. В сентябре 1869 по инициативе тех, кто защищал город во время Крымской войны (1853 — 56), для увековечения памяти участников героической обороны города, в комнатах, где он жил, был основан музей обороны Севастополя 1854—1855 годов. Создан музей был на добровольные пожертвования. Отдельное помещение для музея построено в 1895 году по проекту академика А. М. Кочетова.
Рядом со зданием музея на границе Севастопольского адмиралтейства размещалась Минная (Адмиралтейская) башня с часами. Во время Великой Отечественной войны башня была разрушена.
К концу XIX века на Екатерининской улице были разобраны последние руины и здесь свои дома начали строить богатые купцы, офицеры и чиновники. В конце 90-х годов XIX века здесь жили генерал-майор Золотарев, В. И. Феола и М. Кефели.
В конце XIX — в начале XX века на улице находились различные мастерские. В 1896 году было проведено электричество, а в 1898 году запущен городской трамвай.
3 января 1921 года решением Севастопольского ревкома Екатерининская была переименована в улицу Ленина.
Во время Второй мировой войны улица подверглась сильному разрушению. В конце 40-х и начала 50-х лет XX века велись работы по ее восстановлению и реконструкции.

## Памятники архитектуры и истории
- Административное здание 1953 (ул. Ленина, 3);
- Административное здание 1950 года (ул. Ленина, 4, 6);
- Дом культуры 1963 (ул. Ленина, 25; арх. В. П. Мелик-Парсаданов);
- «Дом Берга» 1890-е гг. (ул. Ленина, 30) — после окончания Крымской войны в нем располагалось главное управления почтовой и телеграфной связи Севастополя, перед Великой Отечественной войной в цокольном этаже был один из городских кинотеатров.[3]
- Дом районного комитета КПУ 1950 года (ул. Ленина, 31);
- Дом кинотеатра «Украина» 1953—1955 годов (ул. Ленина, 35);
- Доходный дом начала XX века (ул. Ленина, 41);
- Особняк XIX века (ул. Ленина, 43);
- Дом Центральной городской библиотеки имени Л. Толстого 1952 (ул. Ленина, 51).

## Галерея

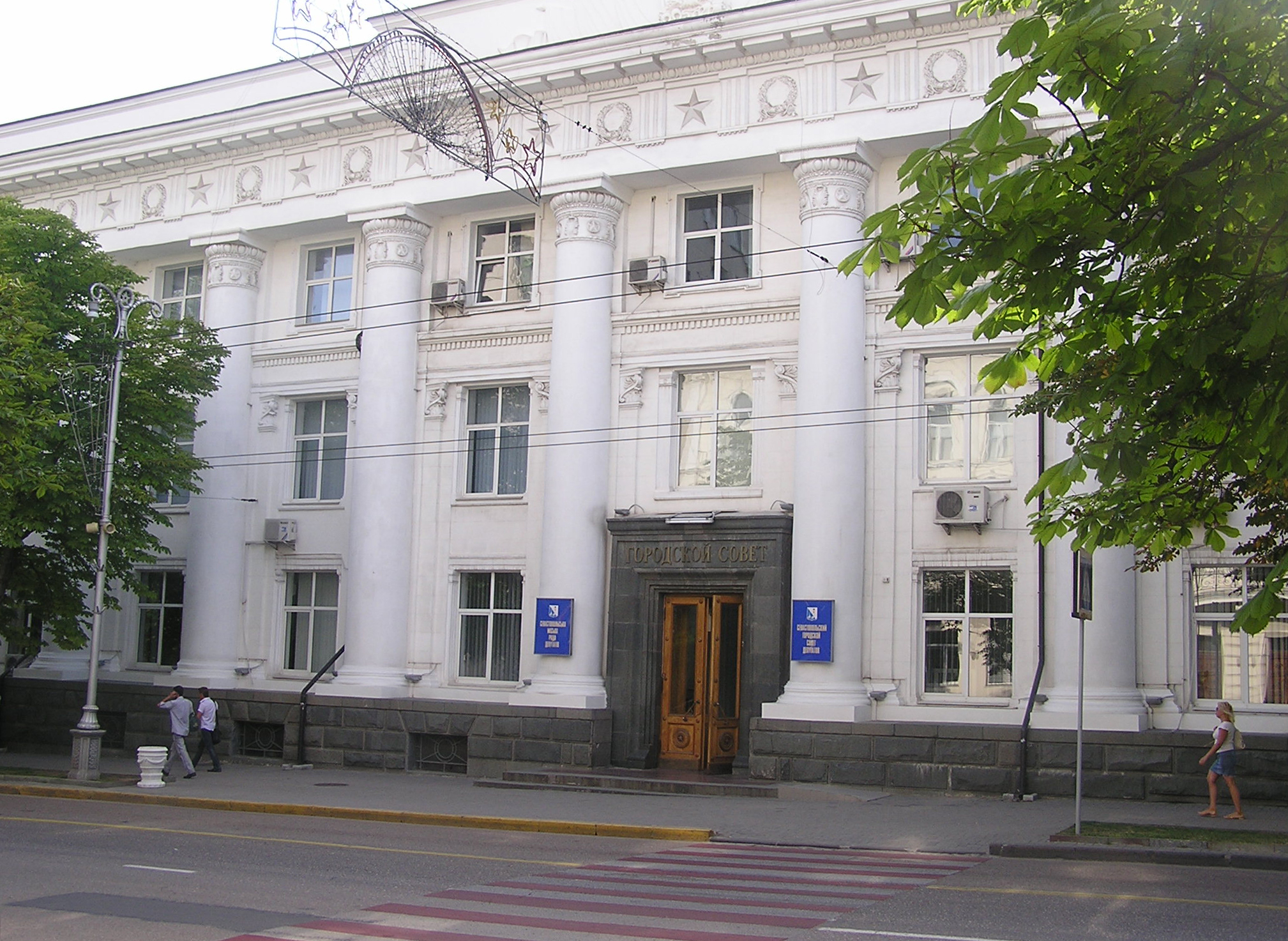
Здание городского совета (ул. Ленина, 3)
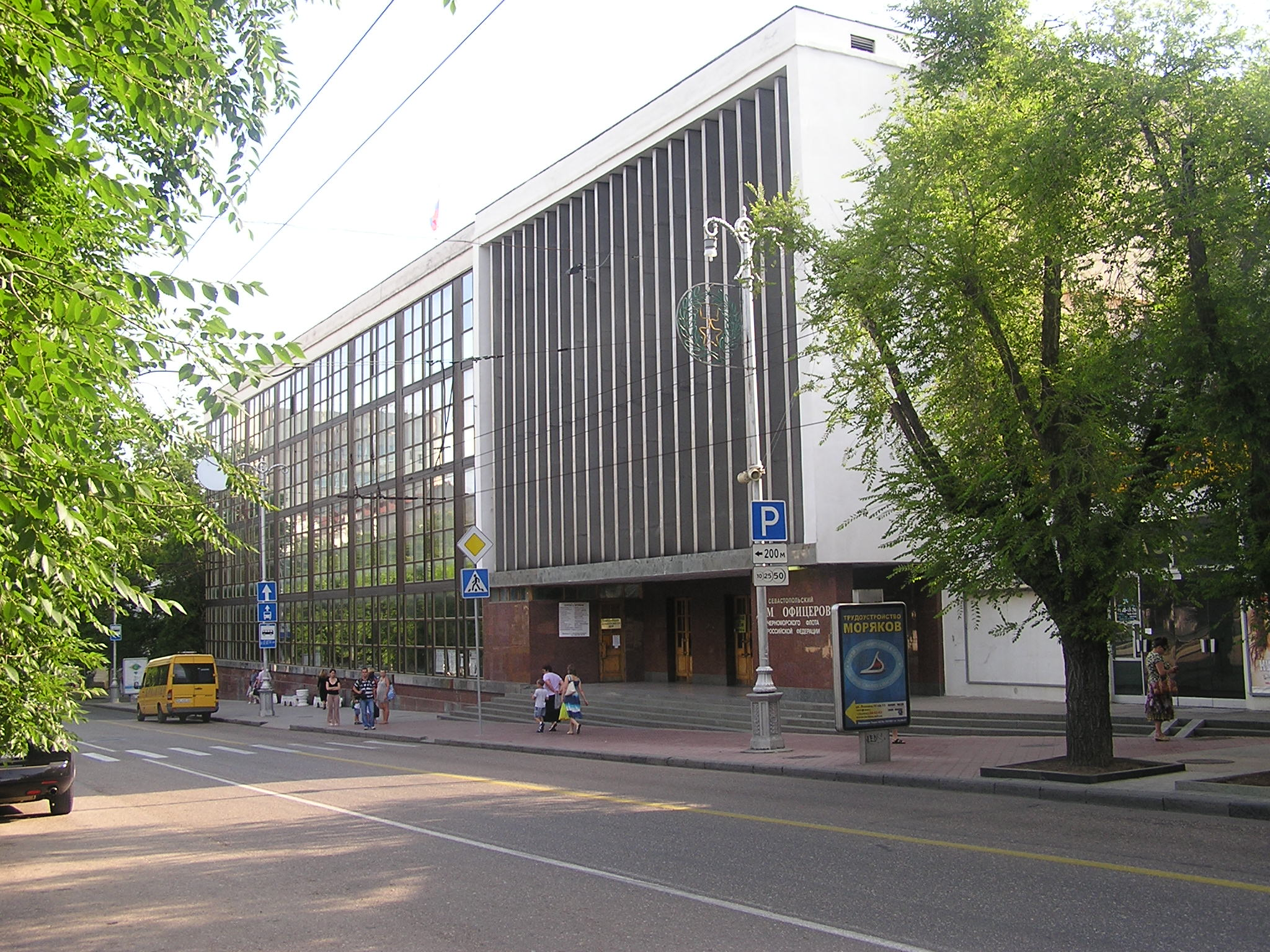
Дом офицеров ЧФ РФ (ул. Ленина, 9)
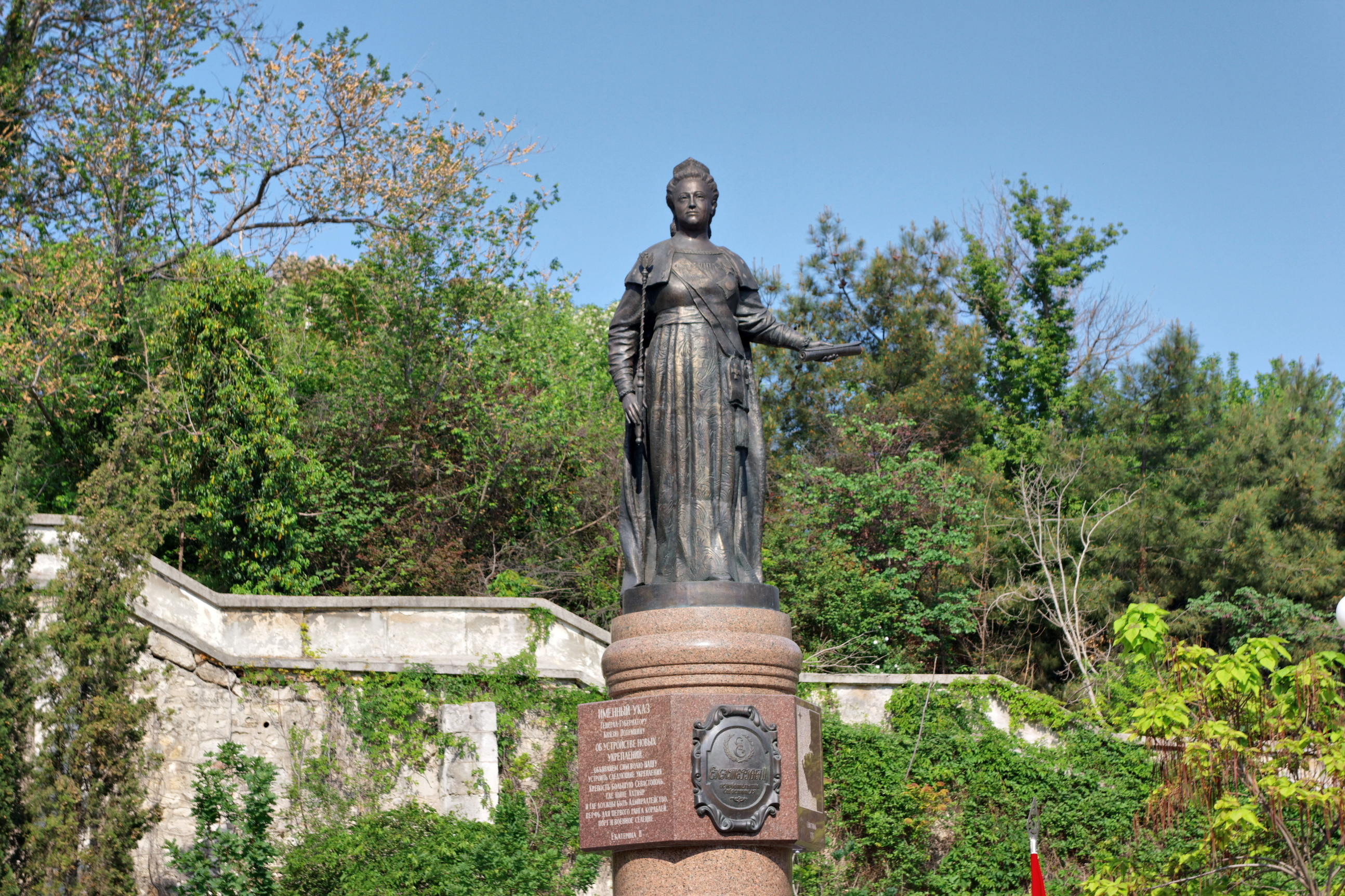
Памятник Екатерине II
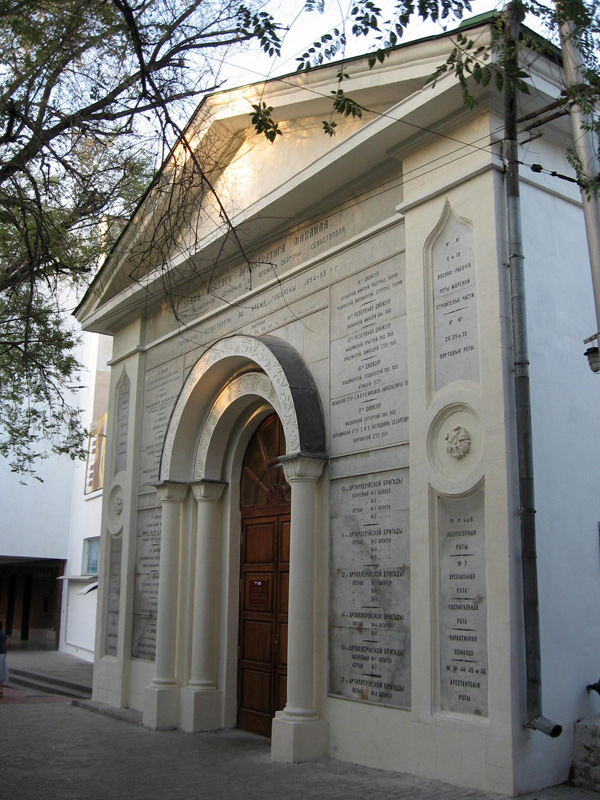
Михайловский собор (ул. Ленина, 11)
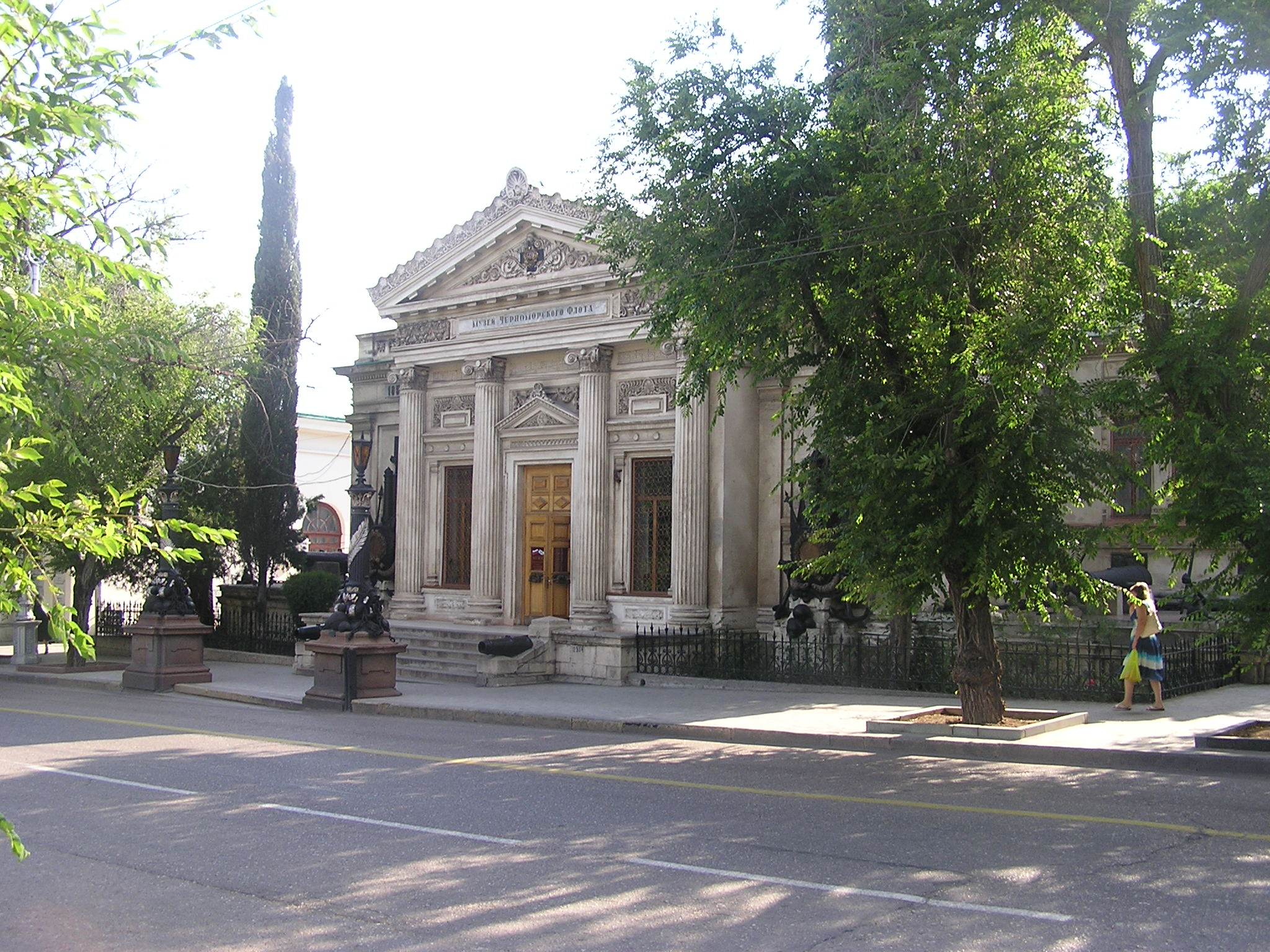
Музей Черноморского флота (ул. Ленина, 11)
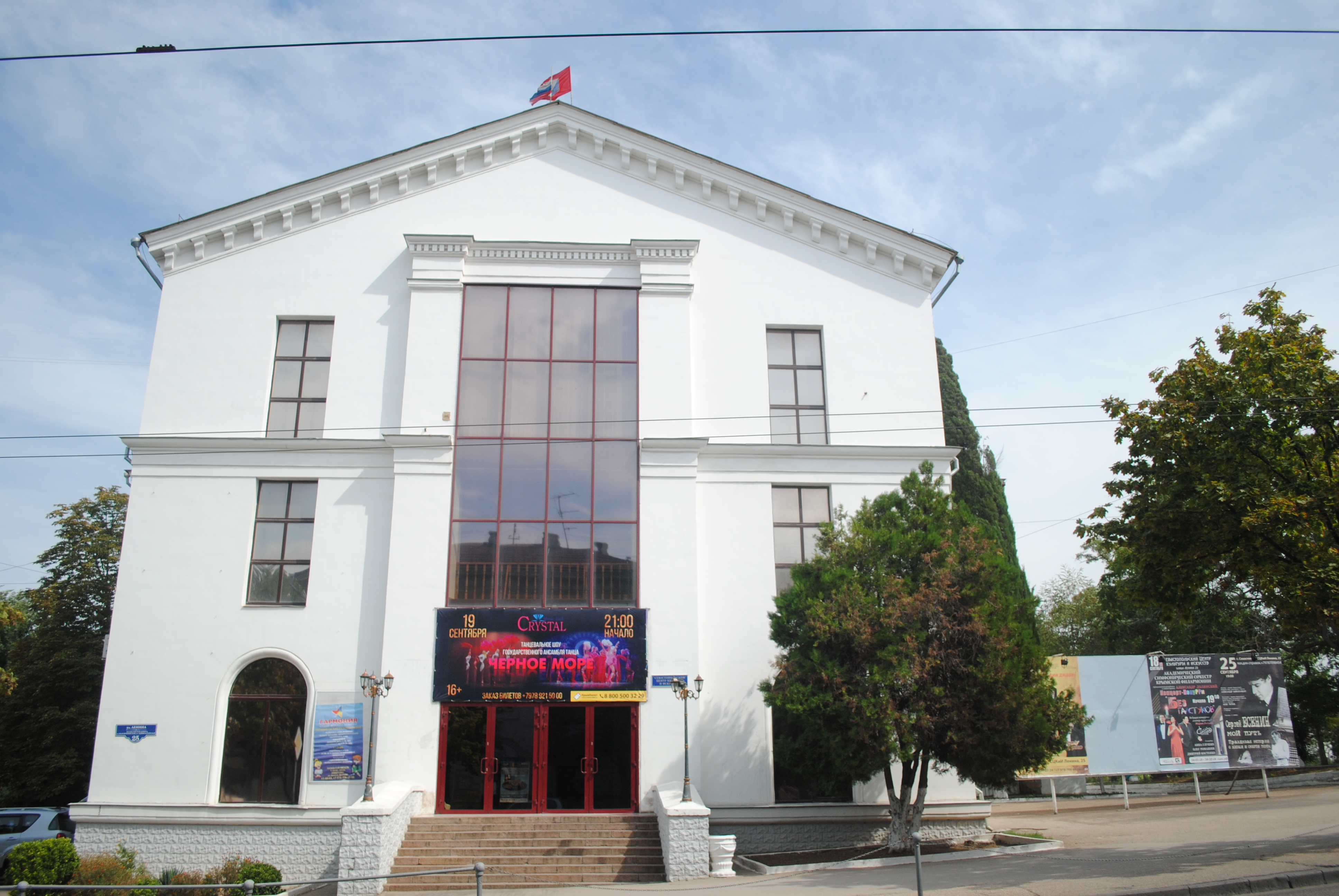
Дом культуры (ул. Ленина, 25)
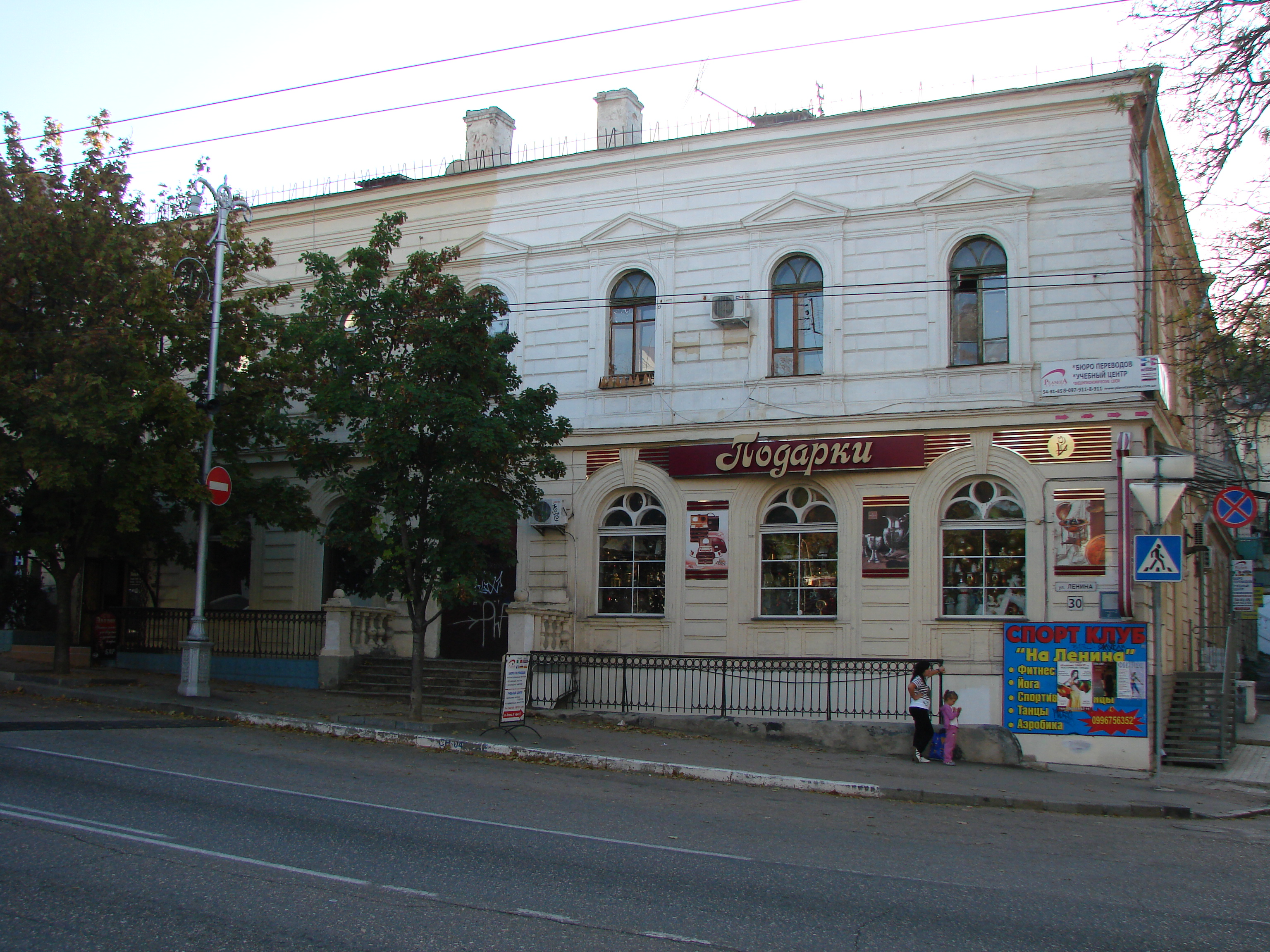
«Дом Берга», 1890-е гг. (ул. Ленина, 30)
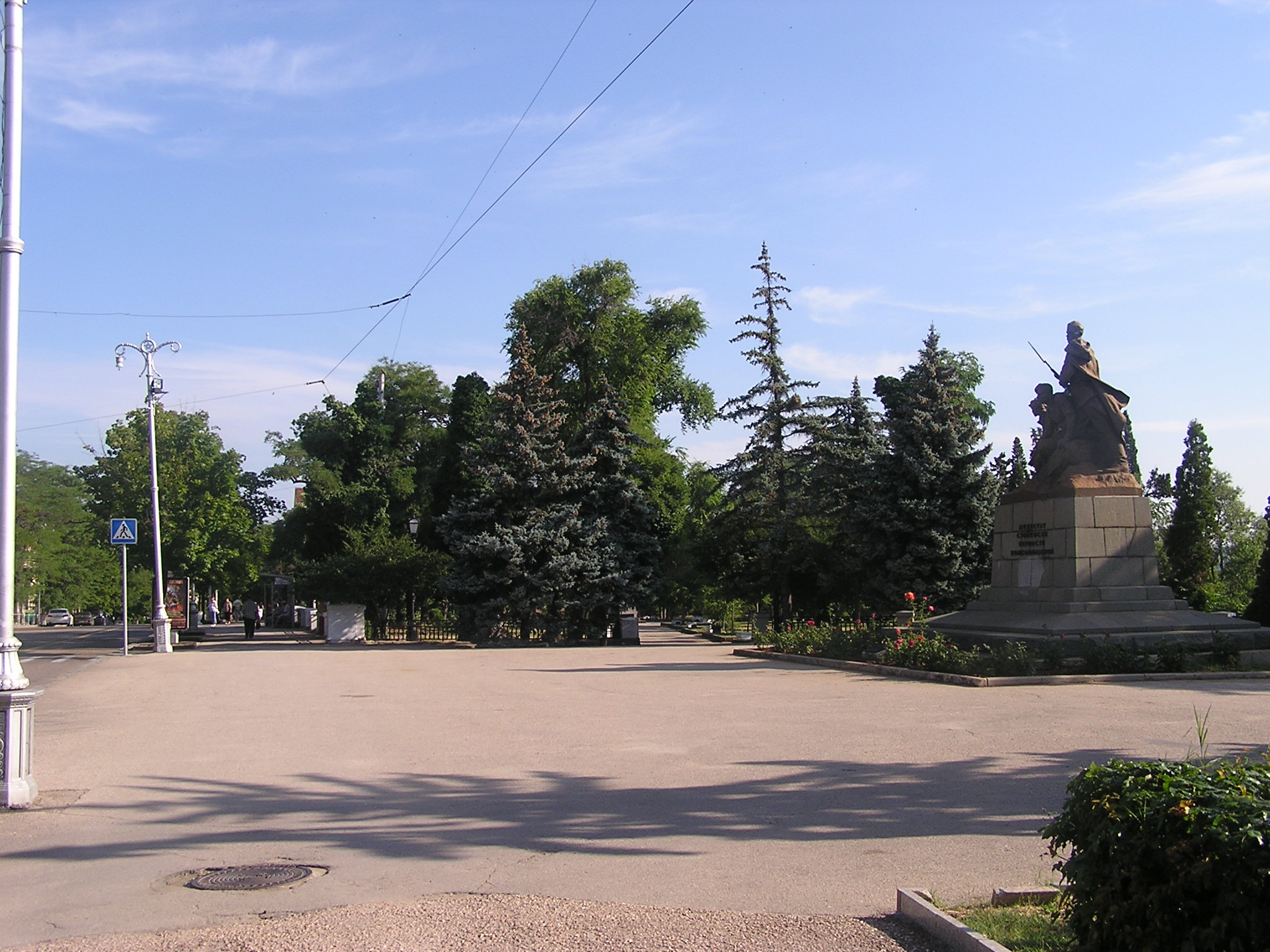
Памятник комсомольцам
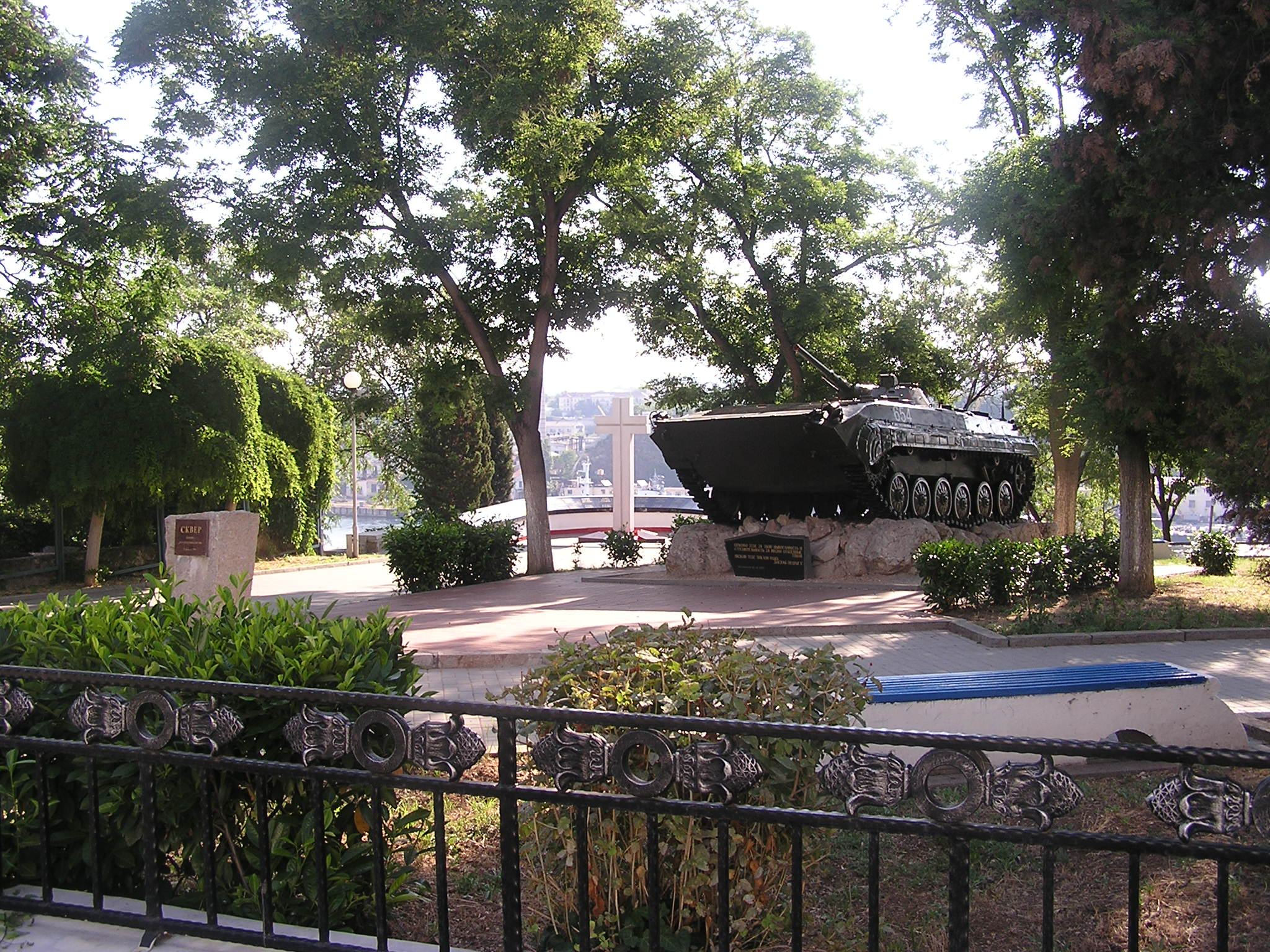
Сквер воинов-интернационалистов
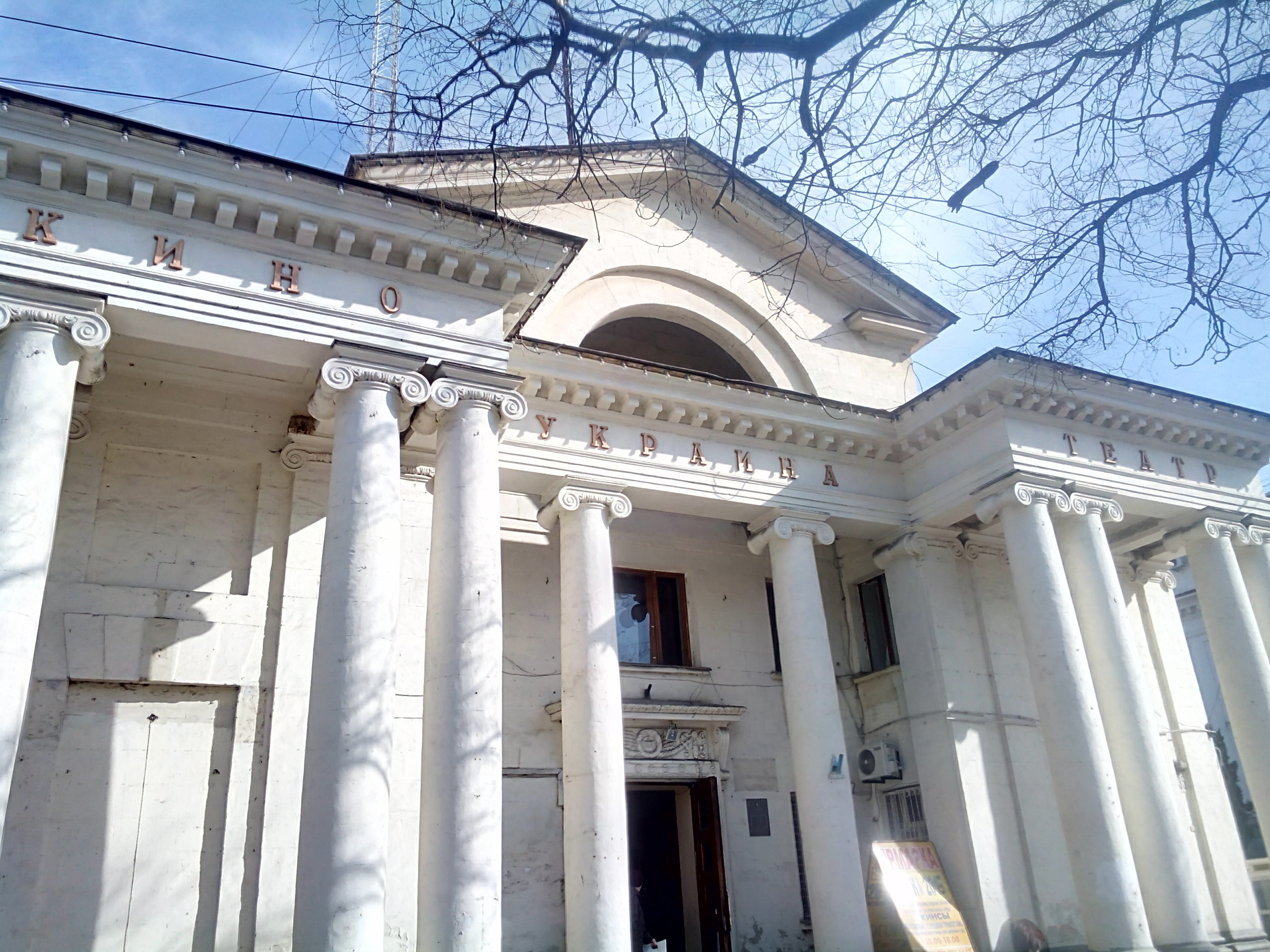
Кинотеатр Украина (ул. Ленина, 35)
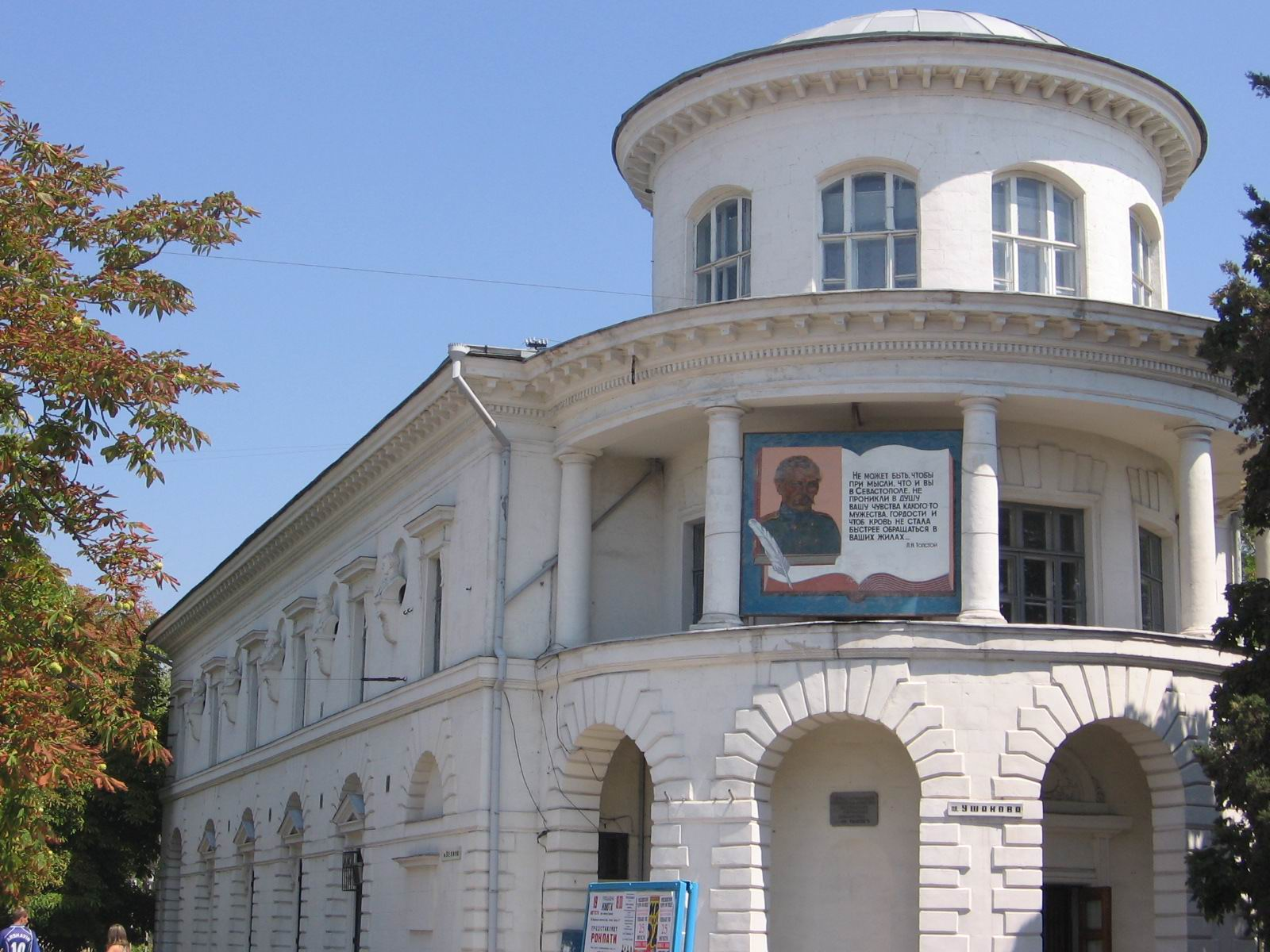
Центральная библиотека им. Толстого (ул. Ленина, 51)
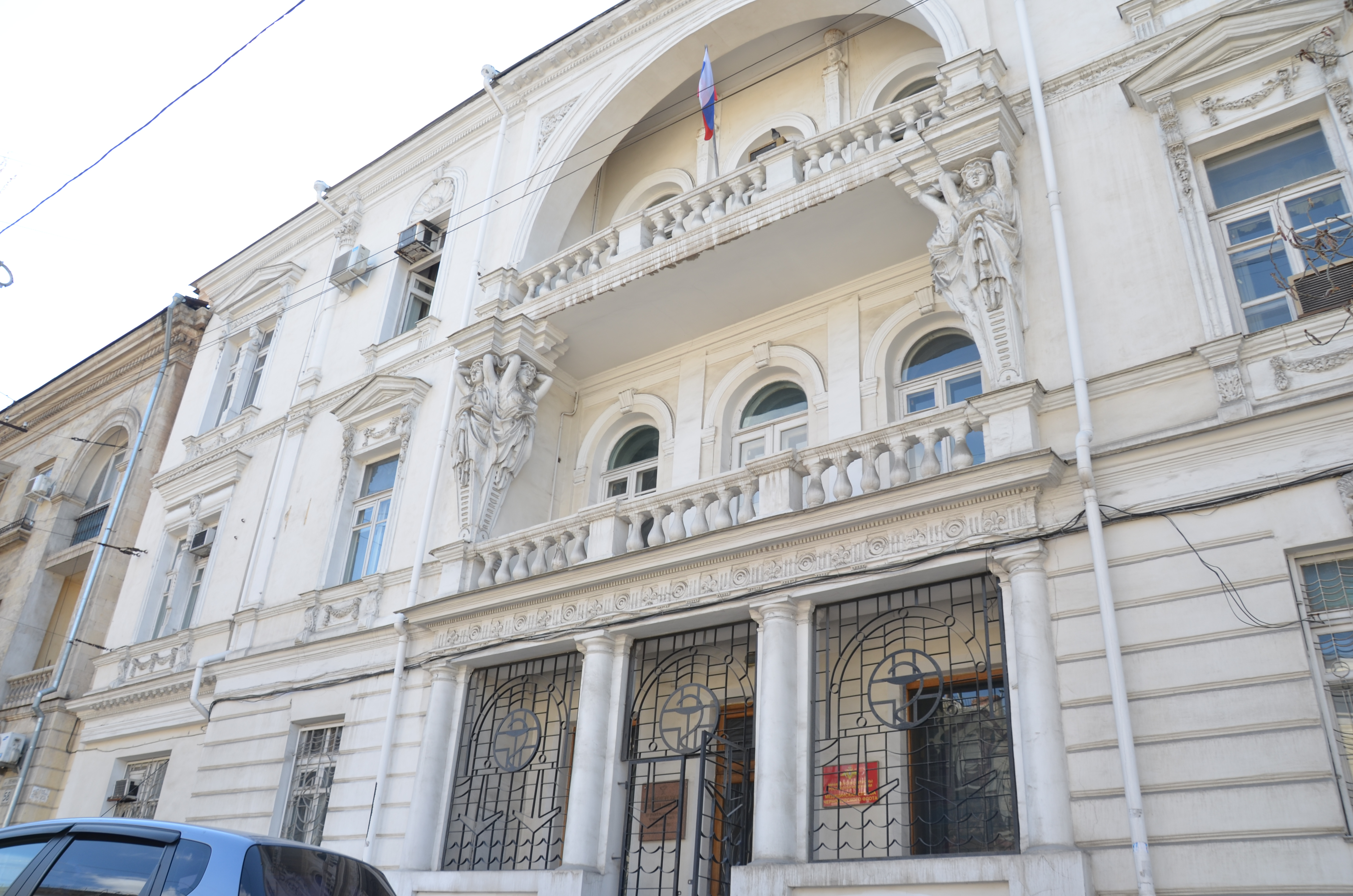
ул. Ленина, 54